# Gigantettix sapaensis
Gigantettix sapaensis är en insektsart som beskrevs av Andrej Vasiljevitj Gorochov 2002. Gigantettix sapaensis ingår i släktet Gigantettix och familjen grottvårtbitare. Inga underarter finns listade i Catalogue of Life.